# Panalillo
Panalillo är en ort i Mexiko.   Den ligger i kommunen San Luis Potosí och delstaten San Luis Potosí, i den centrala delen av landet, 300 km nordväst om huvudstaden Mexico City. Panalillo ligger 1 902 meter över havet och antalet invånare är 611.
Terrängen runt Panalillo är platt åt sydväst, men åt nordost är den kuperad. Runt Panalillo är det ganska glesbefolkat, med 31 invånare per kvadratkilometer. Närmaste större samhälle är San Luis Potosí, 16,9 km väster om Panalillo. Omgivningarna runt Panalillo är i huvudsak ett öppet busklandskap.